# Pałac w Osetnie
Pałac w Osetnie – pałac z XVI w. we wsi Osetno (województwo dolnośląskie) w powiecie górowskim, wpisany do rejestru zabytków nieruchomych województwa dolnośląskiego.

## Historia
Obiekt wybudowany w 1550 przez Oswalda I Tschammera jako renesansowy zamek był kilkakrotnie rozbudowywany i przebudowywany w następnych latach. Z rozbudowy w latach 1615–1620 pochodzi bogato zdobiony manierystyczny portal w zachodniej elewacji skrzydła środkowego z 1618, dzieło śląskiego rzeźbiarza Johanna Pola z Głogowa. Kamienny portal zwieńczony półkoliście ujęty dwoma kolumnami korynckimi po bokach, które podtrzymują architraw z sentencją w j. niem. Gotts Seegen Machet Reich Ohnn Mühe / Boże błogosławieństwo sprawia, że bogactwo staje się łatwe oraz fronton w kształcie brisè zawierający kartusz z herbami: Hansa Wolframa von Loosa (L) oraz Barbary G. Kreckwitzin (P).

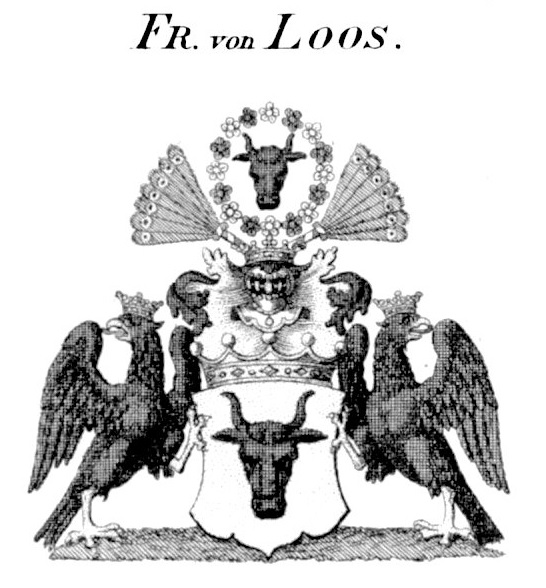
Herb Hansa von Loosa
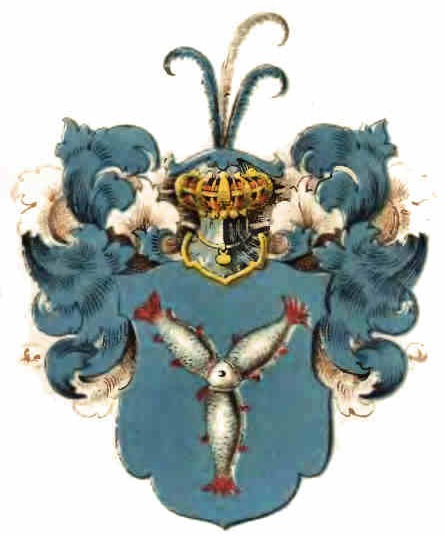
Herb Barbary von Kreckwitz

Elementami charakterystycznymi pałacu są: cylindryczna wieża zegarowa oraz czterokolumnowy portyk. Po 1945 r. pałac mieścił: mieszkania dla pracowników PGR, przedszkole i stołówkę. Obiekt jest częścią zespołu pałacowego, w skład którego wchodzą jeszcze: park krajobrazowy ze strefą widokową z czwartej ćwierci XIX/XX w.; folwark północny: spichrz z 1910 r.; chlewnia z czwartej ćwierci XIX w.; folwark południowy z czwartej ćwierci XIX w.: budynek mieszkalno-inwentarski; stodoła, waga; ogrodzenie z bramami. Zachowane resztki fosy i wałów ziemnych.